# 道の駅やまだ
道の駅やまだ（みちのえき やまだ）は、岩手県下閉伊郡山田町にある国道45号の道の駅である。愛称は山田町で養殖が盛んなカキ（オイスター）と「おいでよ」の意味を込めた「おいすた」。

## 解説
1999年5月に山田町船越地区で開業、同年8月に道の駅として登録された。2011年に発生した東日本大震災の際は、発災から1週間で営業を再開し、被災した住民に食品・日用品を供給する唯一の店舗として機能した。一方で、駐車場敷地・売場面積が手狭であることや、三陸沿岸道路のインターチェンジから離れていることが課題となっていた。
震災からの復興道路として三陸沿岸道路が2021年に全通したことに伴い、同道路の利用者を取り込むためにインターチェンジ近くの場所に移転することが検討され、山田インターチェンジ付近の旧県立山田病院跡地が移転先に選定された。新施設は道の駅に加え、2020年5月まで町内大沢地区で営業していた観光物産館「とっと」を集約するものとして整備され、2023年7月23日にグランドオープンした。新施設は床面積1,711 m2で、旧施設の約4倍の規模である。
移転後の旧施設は「産直ひろば ふれあいパーク山田」と改称のうえで営業を継続、2025年1月に道の駅ふなこしの名称で再び道の駅に登録された。詳細は当該項目を参照。

## 歴史
- 1999年（平成11年）
  - 5月：町内船越地区で開駅。
  - 8月27日：道の駅第15回登録において、「道の駅やまだ」として登録。
- 2023年（令和5年）
  - 7月6日：町内山田地区に移転、プレオープン[5][6][7][8]。
  - 7月23日：グランドオープン[5][6][7][8]。

## 施設
- 駐車場
  - 普通車：139台
  - 大型車：39台
- トイレ（いずれも24時間利用可能）
  - 男：大6基、小10基
  - 女：19基
  - 多機能：1基
- 公衆電話：1台
- 公衆FAX：1台
- 農林水産物等展示販売施設
  - 産直売店「オイストア」

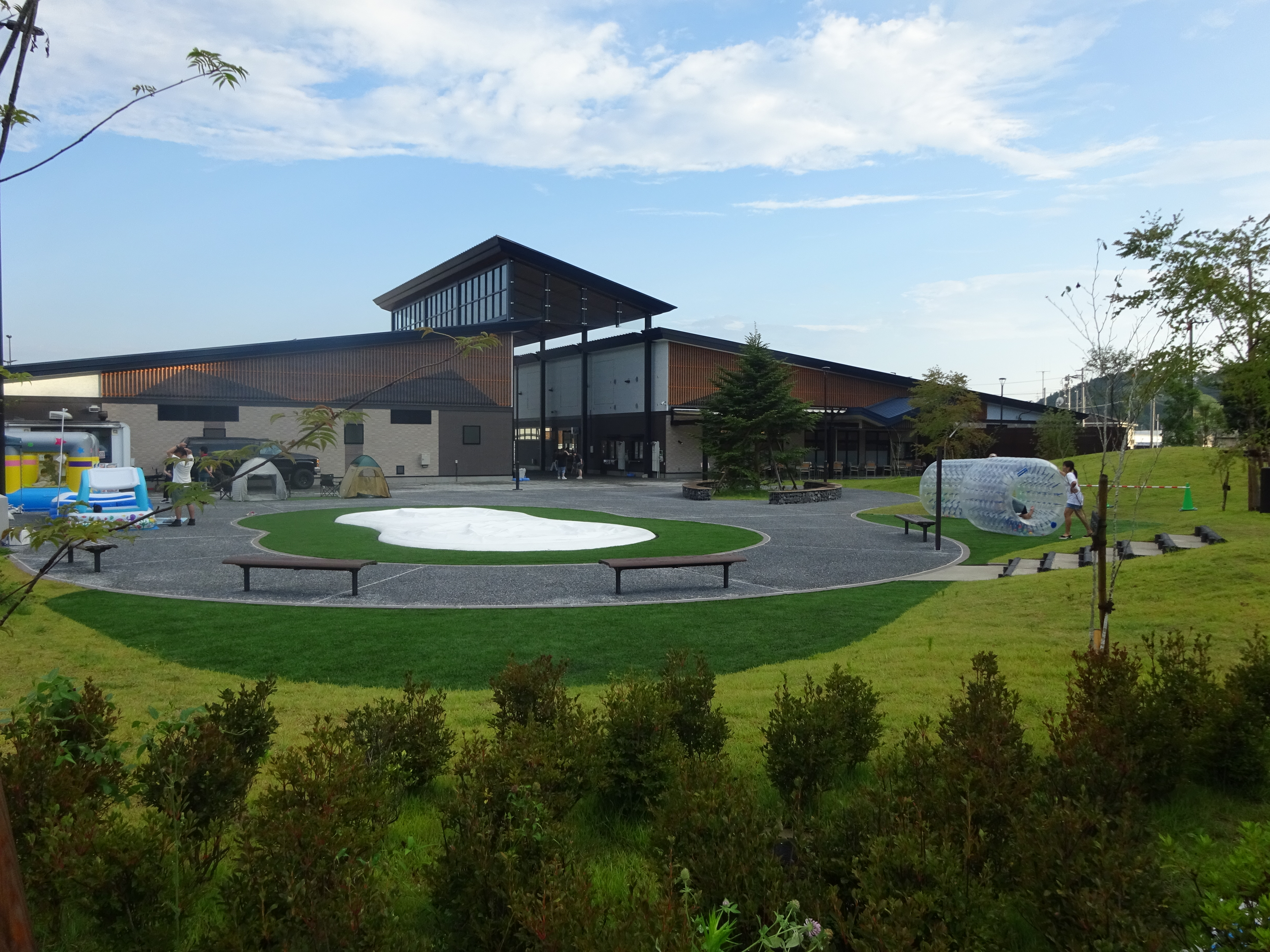
かきくけ公園

  - レストラン「うみっぷく」（ラストオーダー：16:30）
  - 休憩コーナー
- 緑地広場「かきくけ公園」[11]
- バス停留所（岩手県北バス）
  - 高速バス「道の駅やまだ（おいすた）」
    - 「MEX宮古・盛岡」：2023年9月1日より乗り入れ開始。パーク&ライドが利用可能[12]。
    - 「宮古・気仙沼・仙台線」（三陸高速バス）：2023年10月1日より乗り入れ開始[13]。

  - 路線バス「道の駅やまだ」[14]

### 休館日
- 1月1日（道路休憩施設は年中無休）

## アクセス
- 国道45号 - 登録路線
  - E45 三陸沿岸道路 山田IC

## 周辺
- 山田湾
  - 山田漁港
- コメリ 岩手山田店
- びはんストア オール店
- 三陸鉄道リアス線 陸中山田駅